# أليس مينيل

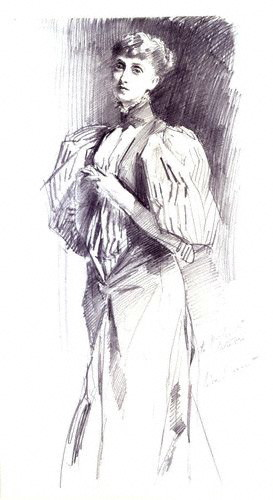
مينيل بقلم جون سينجر سارجنت ، قلم رصاص، 1894

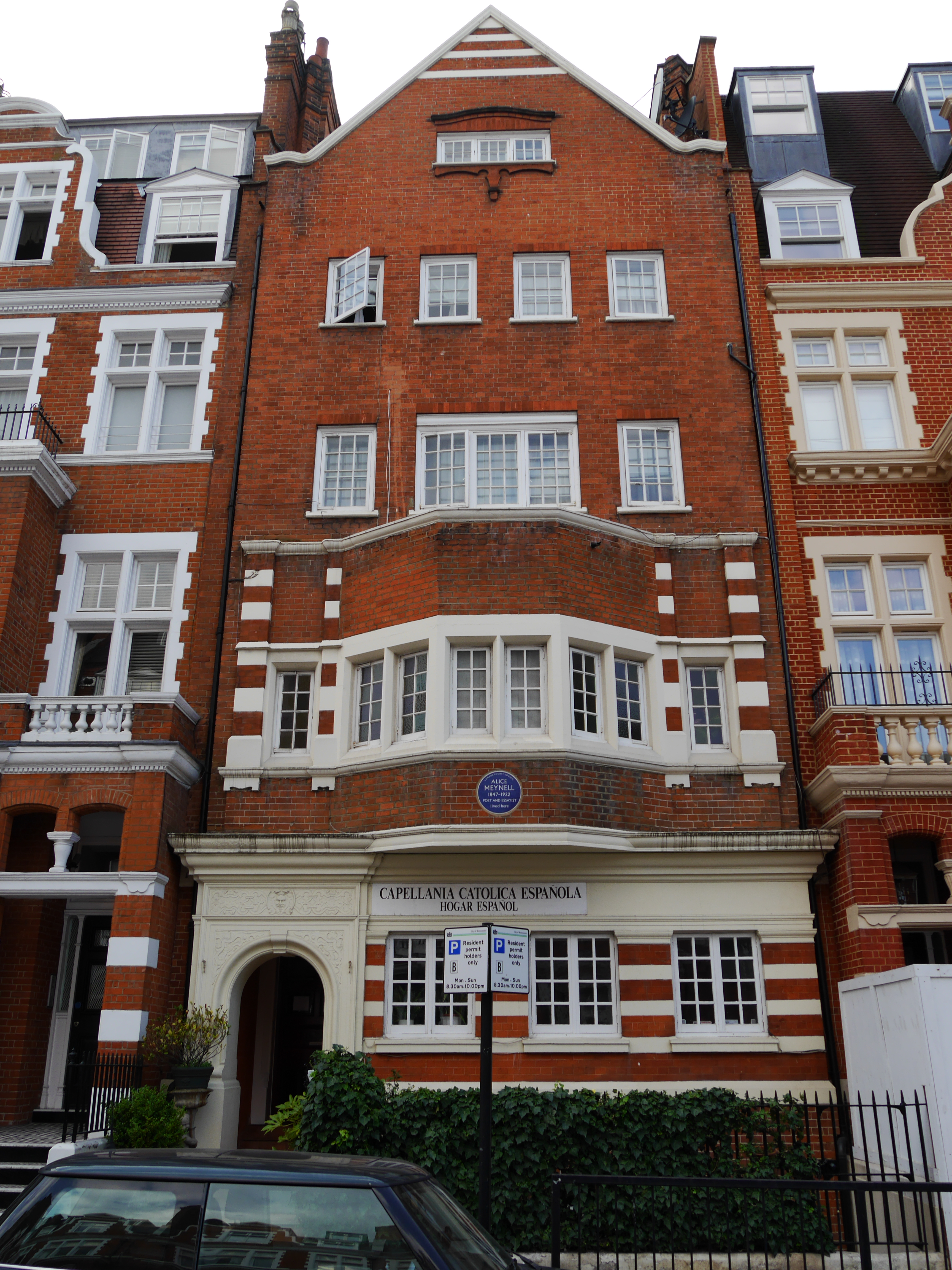
47 قصر المحكمة

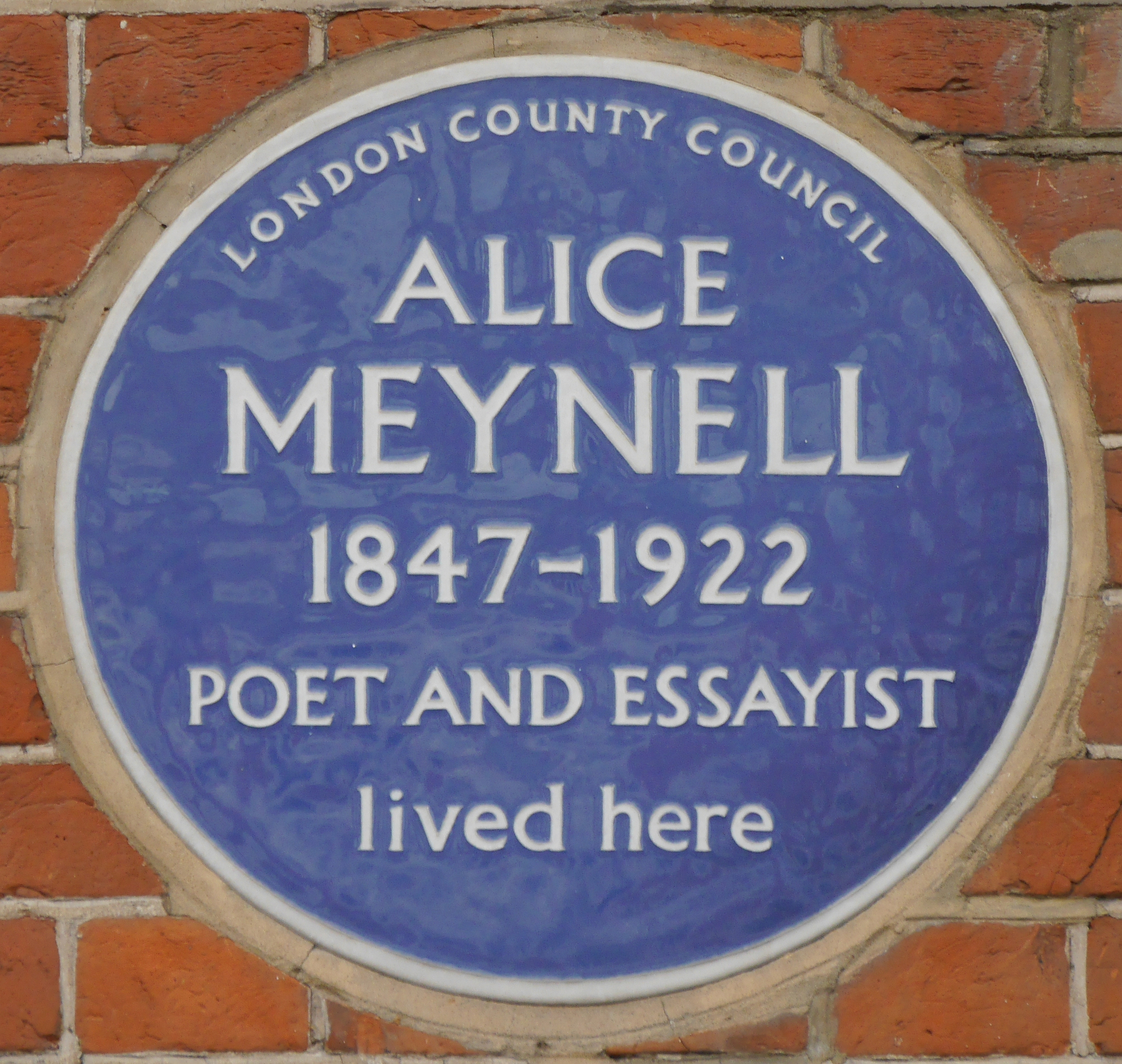
لوحة أليس مينيل الزرقاء

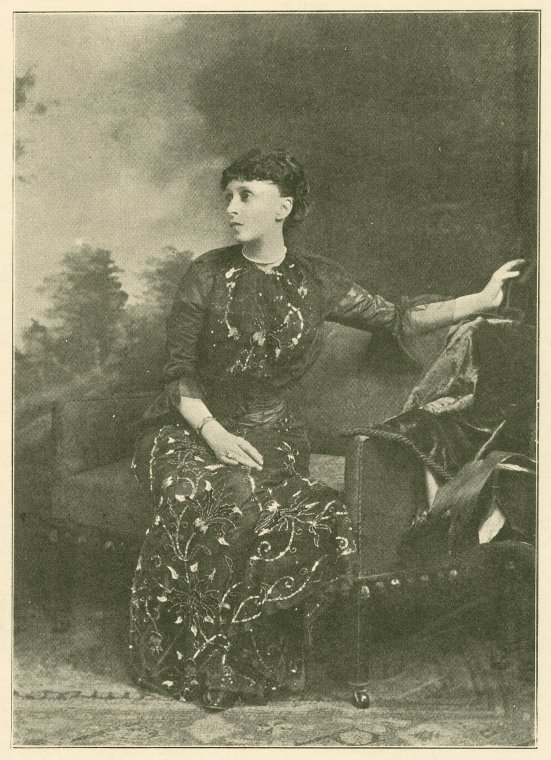
مينيل، تاريخ غير معروف

أليس كريستيانا جيرترود مينيل ولدت في طومسون، يوم 11 أكتوبر 1847 وتوفيت في يوم 27 نوفمبر 1922 وكانت كاتبة بريطانيًا، ومحررة وناقدة، ومدافعة عن حق المرأة في التصويت ، وتذكر الآن بشكل رئيسي كشاعرة.